# Vernino
 'Vernino' es un cultivar de higuera de tipo higo común Ficus carica bífera en climas favorables trífera (dos cosechas al año brevas de primavera-verano, higos en otoño tardío septiembre a noviembre y en climas favorables madura higos de tercera cosecha en diciembre y enero de ahí sus sinónimos 'Natalino' y 'Tre Volte l'Anno'), de higos epidermis de color púrpura oscuro a negro con sobre color de manchas verde rojizo. Se cultiva principalmente en huertos y jardines de la zona costera de la riviera italiana y en Estados Unidos en California donde fue llevado por emigrantes italianos a finales del siglo XIX y principios del siglo XX.

## Sinonimia
- „Natalino“,[4][5]
- „Nero“,
- „Pasquale“,
- „Camaldolese“,
- „Della Cava“,
- „Tre Volte l'Anno“,
- „Verneo Nero“,
- „Arneo Nero“,
- „Allison“,

## Historia
Descrito por Gasparrini (1845), Savastano (1885), Eisen (1888, 1901), Vallese (1909), De Rosa (1911) y Condit (1947). Hojas y frutos dibujados por Vallese, quien trató a 'Arneo Nero' y 'Verneo Nero' como tipos distintos; De Rosa describió a los dos como sinónimos. En su relato de 1845, Gasparrini enumeró esta variedad como 'Vernino', pero agregó que algunos lo llamaron 'Natalino', o higo de Navidad; otros lo llaman 'Pasquale', ya que las frutas a veces permanecían en el árbol durante el invierno. Y maduró cerca de pasqua, o pascua. El nombre 'Tre Volte l’Anno' se refiere a la tendencia de 'Vernino' para producir frutos en diversas épocas del año. Los árboles generalmente producen una sola segunda cosecha, al final de la temporada cuando empiezan las heladas y no pueden desarrollar ya la tercera cosecha en navidades.
Algunos árboles de 'Vernino' se han encontrado en California. El difunto G. P. Rixford envió por correo estacas a la Universidad de California en 1926 a partir de un árbol que se encontraba en Loomis, y reportó la ubicación de otro espécimen en el Bidwell Park en Chico. Otro árbol fue encontrado creciendo en el J.J. Rancho Mashio en el valle de Hunter, cerca de Hornitos; estas y muchas otras variedades fueron probablemente importadas por los colonos italianos mucho antes de 1900. P.I. No. 130,464, obtenida como 'Allison' en 1931 de Angleton, Texas, como No. 8,379 de esa misma estación, demostró ser idéntica a 'Vernino'. Ver las cuentas de Allison por Stansel y Wyche (1932), y por Cerrar (1933). Una variedad cultivada comercialmente cerca de Bishop, Georgia, conocida localmente como "Breedlove", recientemente ha demostrado ser idéntica a 'Vernino' en la colección de Riverside, California.
Variedad cultivada desde antiguo especialmente en las zonas costeras de Italia donde esta variedad encuentra su hábitat óptimo puede dar lo mejor de sí mismo.
El rendimiento de esta variedad disminuye a medida que su cultivo avanza al interior alejándose de la costa.

## Características
'Vernino' es una higuera del tipo higo común bífera, a veces en zonas favorables es trífera, la higuera es un árbol de porte majestuoso, muy productivo y constante en la madurez de los frutos.
'Vernino' produce dos cosechas de higos que maduran más tarde que otras variedades. Hojas medianas, de 3 a 5 lóbulos; Senos superiores poco profundos y estrechos, senos inferiores muy profundos, senos basales anchos; base comúnmente truncada o subcordada; márgenes gruesos
serrados; superficie opaca Brotes terminales de ramas leonadas.
El tamaño de la fruta es de mediana a pequeña, en forma de ovoidal a oblata, comprimido hasta la coronilla degradado hacia el pedúnculo, pero casi sin cuello. Epidermis delgada, de color púrpura oscuro a negro con sobre color de manchas verde rojizo. Pulpa de color rojo ámbar, exquisito si se cultiva cerca del mar. Los higos maduran desde primeros de octubre hasta finales de noviembre y en zonas sin heladas se prolonga la maduración con otra cosecha (tercera en la temporada), en los meses de diciembre e incluso en enero (de ahí el sinónimo de 'Natalino', que madura en Navidad). Es una variedad autofértil que no necesita otras higueras para ser polinizada.
Buena cosecha de Brevas con un promedio de peso 28 gramos. Higos de segunda cosecha pequeños a medianos, hasta 1-1 / 2 pulgadas de largo y 1-5 / 8 pulgadas de diámetro, oblatas esféricas a piriformes, con cuello corto y grueso; promedio de peso 20,2 gramos; tallo corto costillas muy elevadas, estrechas; ostiolo medio, ligeramente sobresaliendo, comúnmente rodeado por una zona de color más clara que la del cuerpo; ostiolo con escamas de color verdes ribeteados rosados, que se tornan violetas en la madurez; manchas blancas grandes y conspicua; Superficie brillante, con floración pruinosa; piel dura o gomosa en textura; Color púrpura negro en el cuerpo, verdoso hacia la base; Carne delgada, blanca; pulpa sólida, de color fresa (más oscuro cuando está caprificado); Con ºBrix 12 sabor poco dulce, bastante jugoso; Sólo calidad justa. Temporada de maduración muy prolongada y tardía. Un higo pequeño, de ningún valor en particular.

## Cultivo y uso
Esta variedad es poco resistente a las heladas es adecuada en las zonas costeras de Italia para desarrollar todo su potencial. Adecuado para consumo fresco y secado.